# Rohrbach Ro IV
Die Rohrbach Ro IV war ein hochseefähiges Flugboot, das im Auftrag des britischen Air Ministry in den 1920er Jahren hergestellt wurde. Je ein Exemplar baute der deutsche Hersteller Rohrbach Metallflugzeugbau in Kopenhagen und die britische William Beardmore and Company mit der Bezeichnung Beardmore BeRo.2 Inverness. Die Leistungen des Ganzmetallflugzeugs waren jedoch in vielen Belangen enttäuschend, sodass keine weitere Lizenzfertigung in Großbritannien erfolgte.

## Geschichte

### Vorgeschichte
Anfang der 1920er Jahre unternahm England Versuche den Rückstand im Bau von Ganzmetallflugzeugen durch die Lizenzfertigung von Konstruktionen der Rohrbachwerke aufzuholen. Im Vordergrund stand dabei der Kenntnisgewinn im Bereich der Herstellungsverfahren von Duralumin-Baugruppen. Im Jahr 1923 bestellte das Air Ministry bei Rohrbach ein großes Landflugzeug, das in England als Beardmore BeRo.1 Inflexible bezeichnet wurde. Darauf folgte 1924 der Auftrag über zwei auf der Ro III basierende Ro-IV-Flugboote.
Kurt Tank, der bereits seit April 1924 an der Entwicklung der Ro III beteiligt gewesen war, nahm Kontakt zu der für die Abnahmeflüge zuständigen Einrichtung in England auf, wo er erfuhr, dass diese bereits zu diesem Zeitpunkt plante, die Ro IV nach der Erprobung beim Marine Aircraft Experimental Establishment (MAEE) in Felixstowe zu verschrotten. Die Begründung hierfür lautete sinngemäß, dass man in erster Linie kein Vertrauen in Eindecker-Flugzeuge habe und zweitens ein Flugzeug aus Metall viel zu schwer sei. Die Flugzeuge der Zukunft sollten sicher sein und dies sei nur mit Doppeldeckern gewährleistet.

### Entwicklung und Bau
Das schottische Schwermaschinen- und Schiffbauunternehmen hatte nach der vorübergehenden Schließung 1921 im Jahr 1924 seine Flugzeugbauabteilung in Dalmuir wieder geöffnet und kurze Zeit später eine Lizenzvereinbarung mit Rohrbach getroffen. Das Air Ministry bestellte dann zwei Flugzeuge bei Beardmore unter der Bezeichnung BeRo.2 Inverness. Möglicherweise wollte das Ministerium mit der neuen Benennung verschleiern, dass es mit dem Auftrag zur Umgehung der Auflagen des Versailler Vertrages beitrug, in denen Deutschland weiterhin der Bau von militärisch verwendbaren Flugzeugen verboten war.
Entsprechend dem Auftrag vom 22. November 1924 sollte Beardmore die Maschine nach den Vorgaben der Air Ministry Specification 20/24 bauen. Als Antrieb sollten demnach zwei wassergekühlte Napier Lion V mit je 450 PS statt der in der Ro III und Ro IIIa eingesetzten 360 PS leistenden Rolls-Royce Eagle dienen. Es wurden die militärischen Seriennummern N183 und N184 zugeteilt. Die Baugruppen für die erste Ro IV (N183) stellte Rohrbach in Berlin her und ließ sie dann im Werk Kopenhagen-Kastrup endmontieren, wo die Maschine auch erste Versuchsflüge durchführte. Nach einem 960-km-Flug, mit Tankstopp in Texel, erreichte die N183 am 18. September 1925 Felixstowe.

### Erprobung beim MAEE
Die Erprobung durch das MAEE in Felixstowe zeigte viele Unzulänglichkeiten der Ro IV. So traten gefährliche Schwingungen im Leitwerksbereich auf, weiterhin stellte man trotz einem Schutzanstrich Korrosion außen und innen am Rumpf fest. Viele Entwurfsdetails wurden als unnötig schwer beurteilt, ohne besonders haltbar zu sein. So verlor die Metallbeplankung der Tragflächen ihre Steifigkeit und die Rippen neigten dazu sich durch das Metall zu drücken. Bedingt durch den flachen Bootsboden gelangte bei den Landungen Spritzwasser bis zu den Propellern und zweimal kollabierte bei harten Landungen durch die Stoßbelastung auch die Stufe des Bootsrumpfs.
Verglichen mit zeitgenössischen Konstruktionen, wie zum Beispiel der English Electric Kingston, hatte die Inverness schlechte Leistungswerte. Im oberen Geschwindigkeitsbereich wurde die Steuerbarkeit als gut beschrieben, bei geringen Geschwindigkeiten war die Inverness dagegen, trotz der großen V-Stellung gefährlich instabil. In der Gesamtbeurteilung kam das MAEE zu dem Schluss, dass durch die „vernachlässigbare“ militärische Nutzlast, zusammen mit den schlechten Leistungswerten und einer „nicht adäquaten“ Steuerbarkeit, das Flugzeug weder für den militärischen noch für einen zivilen Einsatz zu verwenden ist.
Beginnend im Jahr 1926 führte anschließend das Royal Aircraft Establishment (RAE) Windkanaluntersuchungen durch, um die aerodynamischen Eigenschaften zu verbessern. Anhand des verwendeten 1:25-Modells des Flugzeugs und einem Propellermodell in 1:9 konnten jedoch keine verwertbaren Ergebnisse zu den Ursachen der schlechten Flugleistungen gefunden werden.
Nach etwa einem Jahr Flugerprobung hatte die N183 eine Gesamtflugzeit von 32 Stunden erreicht, wonach sich die Überstellung an das RAE anschloss. Am 20. Mai 1927 wurde die Maschine dort zu weiteren Belastungstests auf den Rücken gedreht und die Tragflächen mit schrotkugelgefüllten Säcken belastet. Ziel war die Bruchfestigkeit der Flügel bei weit vorne liegendem Druckpunkt zu ermitteln.
Über die Gründe warum die erste Maschine überhaupt von Rohrbach selbst und nicht Beardmore gebaut wurde, gibt es unterschiedliche Beurteilungen. So wurde gemutmaßt, dass es einfach bequem für Beardmore war, das Flugzeug von Rohrbach bauen zu lassen. Andere Meinungen gingen dahin, dass Beardmore das Rohrbach-Flugzeug zum frühestmöglichen Zeitpunkt beim Air Ministry abliefern wollte, da das Werk mit der Inflexible bereits weit im Verzug war.

### Zweite Maschine

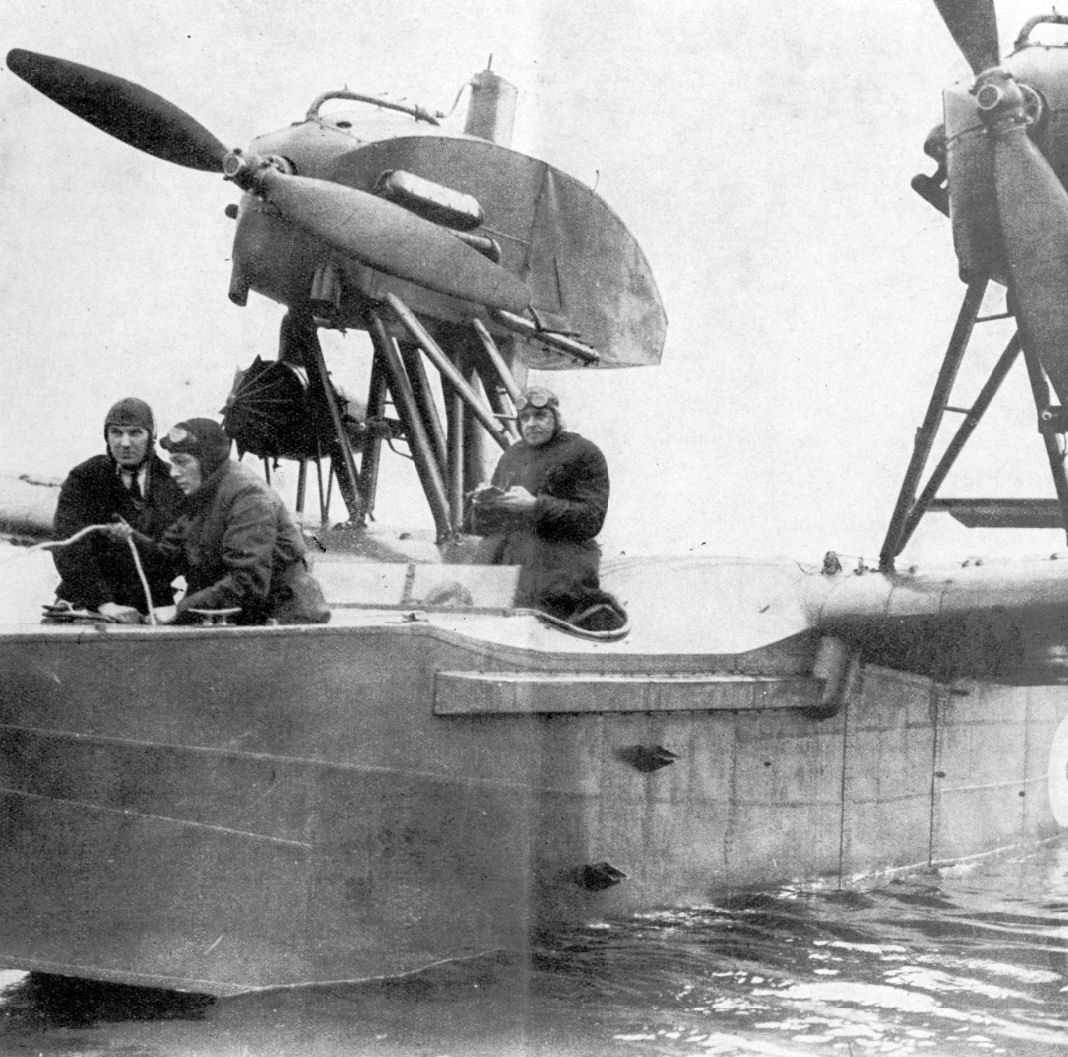
Beardmore BeRo.2 (N 184) nach ihrem Erstflug

Die zweite Maschine (N184) montierte Beardmore in Dalmuir aus von Rohrbach gelieferten Baugruppen zeitgleich neben der bereits früher bestellten Inflexible. Beide Flugzeuge durchliefen, nicht zuletzt wegen Problemen bei der Beschaffung der Duralumin-Bleche in der passenden Dicke, eine etwa drei Jahre dauernde Bauzeit und die N184 wurde erst im November 1928 fertiggestellt. Der Erstflug erfolgte am 30. November 1928 mit Start und Landung auf dem River Clyde. Der lange dauernde Bau erlaubte es einige Verbesserungen gegenüber der N183 einfließen zu lassen. Dies betraf das Kühlsystem der Triebwerke, die Treibstoffversorgung, höhergelegte Triebwerksgondeln und besser verstrebte Stützschwimmer.
Dies führte aber dazu, dass sich das Gewicht der N184 gegenüber der N183 deutlich erhöhte. Die Flugleistungen und -eigenschaften wurden dadurch sogar noch schlechter, und die Belastungen der Besatzung führten zu schneller Ermüdung. Das MAEE empfahl entsprechend im April 1929 das Erprobungsprogramm abzubrechen, wonach die Maschine wahrscheinlich verschrottet wurde.

## Konstruktion
Der Rumpf wies einen rechteckigen Querschnitt auf. Das innere Rumpfgerüst war mit nicht gebogenen Glattblechen beplankt, was die Herstellung vereinfachte und kostengünstig war. Die Duralumin-Konstruktion unterscheidet sich jedoch deutlich von einer Halbschalenbauweise. Alle aerodynamisch relevanten Steuer- und Auftriebsflächen hatten einen rechteckigen Grundriss mit gleichbleibender Profildicke über die gesamte Länge. Die Flosse des Seitenruders war beweglich gelagert und konnte mit Hilfe eines Flettner-Ruders getrimmt werden.
Die starke V-Stellung von 6° verhinderte bei starkem Seegang das Unterschneiden der Flügelenden. Vorder- und Hinterholm bildeten zusammen mit Querverbänden, den Rippen und der Beplankung den torsions- und biegesteifen Kastenholm. Flügelnase und Endrippen bildeten ebenfalls einzelne Kästen, die mit dem zentralen Kastenholm verschraubt wurden. Diese Kästen waren leicht auszuwechseln und vereinfachten die Ersatzteilhaltung durch eine Einteilung in gleich große Sektionen. Im Bereich des Innenflügels dienten die Endrippenkästen als Kraftstoffbehälter.
Die Triebwerke saßen auf aus Stahlprofilen geschweißten Lagerböcken über der Tragfläche, wo sie wie die Zweiblatt-Holzpropeller von Schwarz vor Spritzwasser weitgehend geschützt waren. Die Triebwerke waren von einer auf den Tragflächen stehenden Person gut erreichbar. Durch den geringen Abstand der Motoren ergab sich eine gute Längsstabilität im Einmotorenflug. Der Treibstoffvorrat konnte in vier zusammen 2500 l (554 gal.) fassenden Tanks im hinteren Teil des Mittelflügels mitgeführt werden. Hinzu kamen zwei Tanks in den Vorderflügeln mit je 157 l (34,5 gal.).
Der mit zwei Stufen ausgeführte Rumpf hatte noch den flachen Bootsboden der Ro III und nicht den stark gekielten Rumpf der Ro IIIa. Die Ro IV basierte demnach nicht auf der Ro IIIa, wie dies in der Literatur oft kolportiert wird. Zur Bergung des Flugboots aus dem Wasser und zum Manövrieren an Land gab es pro Tragfläche je einen sogenannten „Bergungswagen“, auf denen das Flugboot mit eigener Kraft ins Wasser und zurück an Land rollen konnte.

## Technische Daten
| Kenngrößen            | Daten                                               |
| --------------------- | --------------------------------------------------- |
| Besatzung             | 4                                                   |
| Länge                 | 17,36 m                                             |
| Spannweite            | 28,67 m                                             |
| Höhe                  | 4,96 m                                              |
| Flügelfläche          | 70,67 m²                                            |
| Flügelstreckung       | 11,6                                                |
| Tragflächentiefe      | 2,64 m                                              |
| Leermasse             | 4360 kg (N183), 4800 kg (N184)                      |
| Startmasse            | 5675 kg (N183), 5975 kg (N184)                      |
| Höchstgeschwindigkeit | 176 km/h auf Meereshöhe (N183)                      |
| Steigleistung         | 173 m/min in 300 m (N183)                           |
| Dienstgipfelhöhe      | 2670 m (N183)                                       |
| Triebwerke            | 2 × Napier Lion Series V mit je 450 PS (ca. 330 kW) |